# Juan Soto
Juan José Soto Pacheco (Santo Domingo, 25 ottobre 1998) è un giocatore di baseball dominicano, esterno sinistro per i New York Mets della Major League Baseball.

## Carriera

### Minor League (MiLB)
Soto firmò nel luglio 2015, all'età di 16 anni, con i Washington Nationals. Esordì nel 2016 nella classe Rookie e venne chiamato a giocare anche in qualche incontro della classe A-breve. Passò nel 2017 alla classe A e disputando solo poche partite nella classe Rookie.

### Major League (MLB)
Soto debuttò nella MLB il 20 maggio 2017, al Nationals Park di Washington contro i Los Angeles Dodgers. Il giorno seguente, il 21 maggio, nel primo lancio del suo primo turno di battuta della partita, batté la sua prima valida, un fuoricampo da tre punti, divenendo così il più giovane giocatore della franchigia a battere un home run. Concluse la stagione con 116 partite disputate nella MLB e 39 nella minor league (16 nella classe A, 15 nella classe A-avanzata e 8 nella Doppia-A), inoltre venne nominato esordiente del mese in giugno, luglio e settembre.
Nel 2019 divenne il settimo giocatore della storia della MLB a battere almeno 30 fuoricampo prima di compiere 21 anni. A fine anno conquistò le World Series con i Nationals, battendo gli Houston Astros per quattro gare a tre.

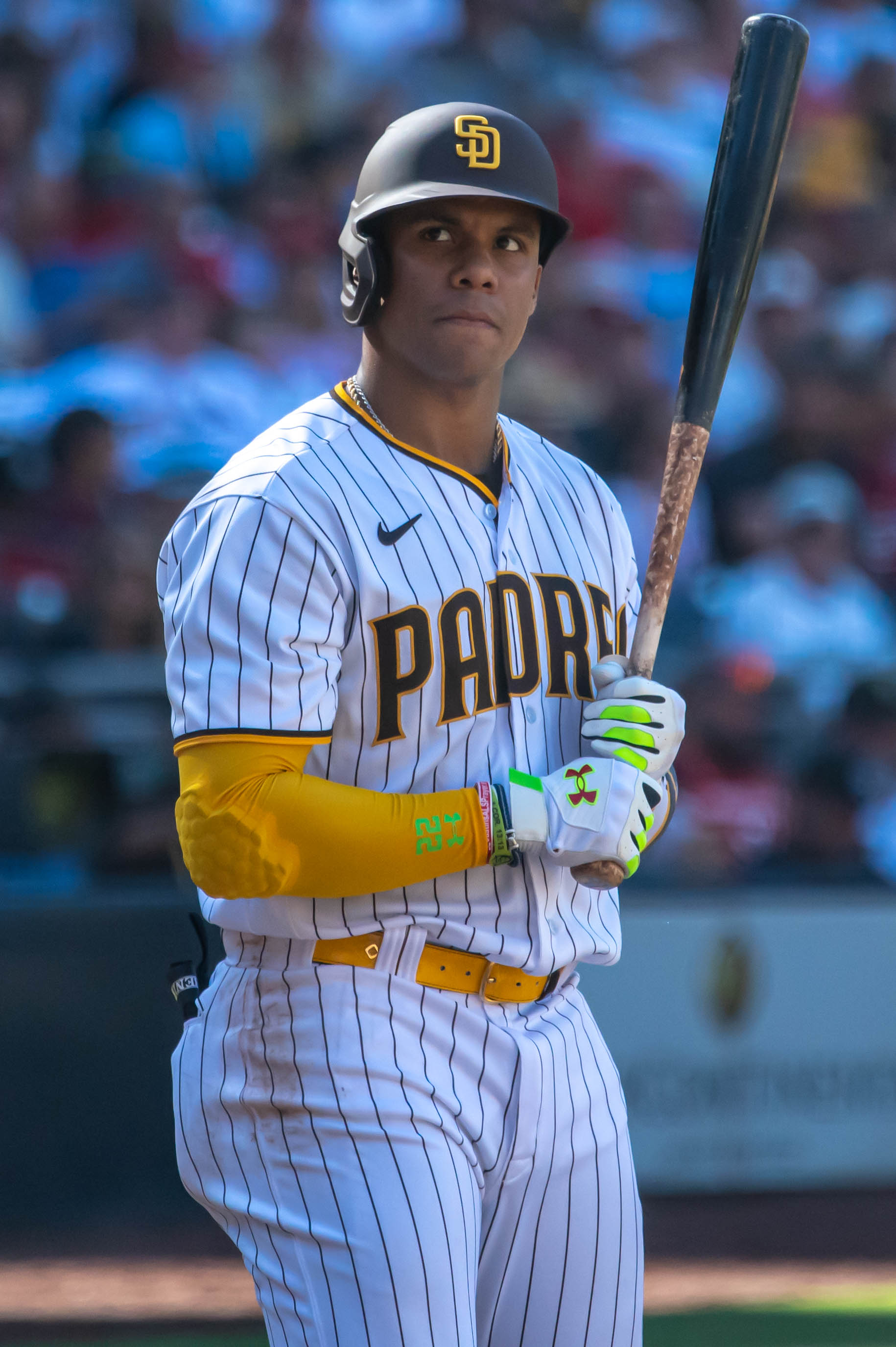
Soto ai San Diego Padres

Il 2 agosto 2022, Soto, insieme a Josh Bell, è stato scambiato ai San Diego Padres.
Nel dicembre 2024 viene acquistato dai New York Mets che lo ingaggiano col contratto più alto di sempre della MLB: 760 milioni di dollari in 15 anni.

## Palmarès

### Club
- World Series: 1

Washington Nationals: 2019

### Individuale
- MLB All-Star: 3

2021, 2022, 2023
- Silver Slugger Award: 2

2020, 2021
- Babe Ruth Award: 1

2019
- Capoclassifica in media battuta: 1

NL: 2020
- Giocatore del mese: 3

NL: giugno, luglio e settembre 2018
- Giocatore della settimana: 1

NL: 16 agosto 2020
- Vincitore dell'Home Run Derby: 1

2022